# Tata Sabaya
El Tata Sabaya es un volcán de 5 430 metros de altura ubicado en Bolivia. Forma parte de la zona volcánica central, uno de los varios cinturones volcánicos de los Andes que están separados por zonas sin actividad volcánica. Esta sección de los Andes fue volcánicamente activa desde el Jurásico, con un episodio de fuerte vulcanismo ignimbrítico que ocurrió durante el Mioceno. Se encuentra en una región escasamente poblada al norte del salar de Coipasa.
La actividad volcánica en el Tata Sabaya y en otras partes de la zona volcánica central es consecuencia de la subducción de la placa de Nazca por debajo de la placa sudamericana. El volcán se ha desarrollado a lo largo de un lineamiento que separa la corteza más vieja al norte del lineamiento de la corteza más joven en el sur, y la estructura ha sido formada por rocas andesíticas.
El flanco sur del Tata Sabaya colapsó entre 12 000 y 12 360 años antes del presente, durante el último Pleistoceno. Los restos del colapso entraron en un lago que cubría el salar de Coipasa en ese momento y formaron un depósito con un volumen de 6 ± 1 kilómetro cúbico. Posteriormente, la cicatriz del colapso se rellenó parcialmente con flujos y domos de lava más recientes; la última erupción ocurrió unos 6 000 años antes del presente aproximadamente.

## Geografía y geomorfología
El Tata Sabaya se encuentra justo al norte del salar de Coipasa en Bolivia. El pequeño pueblo de Pagador se encuentra al oesudoeste del volcán, pero toda la región está en general escasamente habitada. El nombre significa "Padre Sabaya"; el término "Sabaya" puede ser la corrupción aimara del término quechua para "diablo", "demonio". El volcán, que cuenta con un santuario en su cima, es un tema en los mitos locales, donde a veces se lo personifica, y es objeto de un ritual que lo involucra a él y a los volcanes vecinos.
El Tata Sabaya forma parte de la zona volcánica central de los Andes, que consiste en un arco volcánico que principalmente sigue la Cordillera Occidental. Hay alrededor de 44 volcanes del Holoceno, sin embargo, la lejanía de la región y el clima seco han restringido la investigación científica de estos volcanes; entre los más conocidos se encuentran Lastarria, Nevados de Payachatas, Ollagüe, San Pablo, San Pedro y Socompa.
El Tata Sabaya es una montaña que alcanza una altura de 5.430 metros. Cinco flujos de lava se extienden al norte desde la cumbre y muestran diques y frentes de flujo, los flujos alcanzan una longitud máxima de 2 kilómetros; la parte superior de estos flujos está cortada por una cicatriz de colapso que se extiende al este y al oeste de la estructura en forma de escarpes de hasta 50 metros de altura. El espacio entre los escarpes se llena a su vez con flujos de lava más recientes con una apariencia de bloques. Más lejos de la estructura, la escarpa es más notable y alcanza una altura de unos 200 metros en el lado sudeste del volcán.
Un gran depósito de 300 kilómetros cuadrados al sur del volcán, originalmente interpretado como un depósito de flujos piroclásticos, es en realidad un depósito de corrimientos de tierra que se extiende a lo largo de 20 kilómetros y un ancho de 7 kilómetros; su volumen es aproximadamente 6 ± 1 kilómetro cúbico. El corrimiento de tierra incorporó material del salar, y sus rocas reflejan en parte la estratificación y la estructura del volcán pre-colapso. El depósito es uno de los más llamativos de su tipo, hasta el punto de que fue observado e identificado en imágenes Landsat de baja resolución. Consiste en material que forma depósitos en forma de montículos, con montículos individuales cada vez más pequeños a medida que se alejan de la estructura en la que se encuentran. El depósito se extiende al salar de Coipasa donde está confinado por fallas y está en parte cubierto por sedimentos lacustres como la toba calcárea.

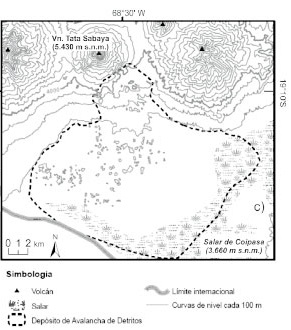
Esbozo del debris alud
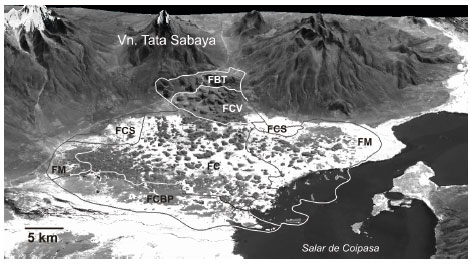
Debris Perfil de alud
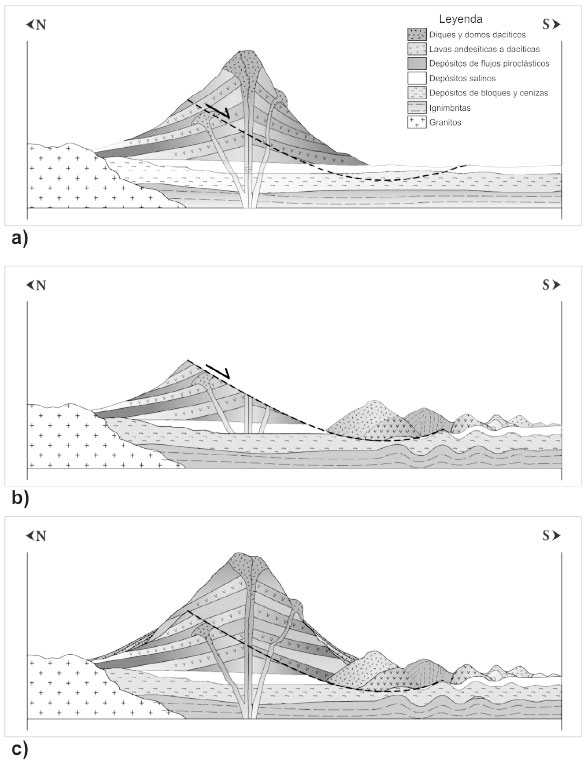
Perfil de desarrollo de volcán

## Geología
Frente a la costa occidental de Sudamérica, la placa de Nazca se subduce debajo de la placa sudamericana, a una velocidad de aproximadamente 10 centímetros por año. Este proceso de subducción es responsable del vulcanismo en el cinturón volcánico de los Andes, que ocurre en una zona volcánica del norte en Ecuador y Colombia, una zona volcánica central en Perú, Bolivia, Chile y Argentina y una zona volcánica del sur en Chile y Argentina. Estas zonas volcánicas están separadas por huecos sin vulcanismo, donde el proceso de subducción es menos profundo.
Con base en la investigación se han identificado varias fases de actividad tectónica y volcánica en la zona volcánica central. Una fase anterior del vulcanismo en la Cordillera de la Costa comenzó en el Jurásico pero se considera separada del magmatismo de la zona volcánica central propiamente dicha. Después de un hiato de erosión durante el Oligoceno, la actividad del arco volcánico aumentó durante el Mioceno y culminó en una fase de fuertes erupciones ignimbríticas, que se originaron en calderas. Esta fase se asoció con un engrosamiento sustancial de la corteza en los Andes Centrales. Durante el Pleistoceno, el vulcanismo ignimbrítico disminuyó nuevamente y los estratovolcanes comenzaron a desarrollarse.
El Tata Sabaya se extiende a lo largo de una zona de transición cortical que separa una corteza más joven más al sur de una corteza más antigua (proterozoica) en el norte, que está compuesta por el terrano Chilenia y el cratón Arequipa-Antofalla, respectivamente. Esta zona de transición parece coincidir con una cadena de volcanes de la que Tata Sabaya forma parte y que se extiende desde el Cerro Saxani en el este hasta Isluga en Chile, así como con el extremo norte de la laguna de Pica donde no hay vulcanismo reciente en el arco volcánico.
El basamiento del volcán está formado por la formación ignimbrítica de Altos de Pica, aunque se han observado afloramientos de granito en la región; uno de estos afloramientos puede ser un granito precámbrico posteriormente modificado térmicamente en el Toarciense. Este basamiento está cubierto por rocas volcánicas más jóvenes, aluviones y sedimentos del salar de Coipasa. La tomografía sísmica sugiere que existe magma fundido en la corteza regional.

### Composición
El Tata Sabaya ha producido andesita "dos-piroxeno" y porfídica. Los minerales que se encuentran dentro de la roca son augita, biotita, hornblenda, hiperstena, plagioclasa y titanomagnetita, con solo una pequeña variación entre las rocas erupcionadas durante etapas separadas de la actividad volcánica. Las volcanitas en erupción definen una suite cálcica-alcalina rica en potasio. La inclusión de más rocas máficas en el material erupcionado puede indicar que el magma máfico se inyectó en la cámara magmática del Tata Sabaya. La génesis del magma en el Tata Sabaya se ha explicado con procesos de mezcla de magma, que dieron lugar a una composición bastante uniforme de los productos de la erupción.

## Clima y vegetación
La región es seca, con precipitaciones que caen principalmente durante el verano del hemisferio sur, y tiene poca cubierta vegetal. Los árboles de Polylepis tarapacana crecen en las laderas del Tata Sabaya; estos árboles forman los bosques más altos del mundo. Otros aspectos de la vegetación regional son la llamada estepa Puna, que se caracteriza por la vegetación de pastos y arbustos.

## Historia de erupción

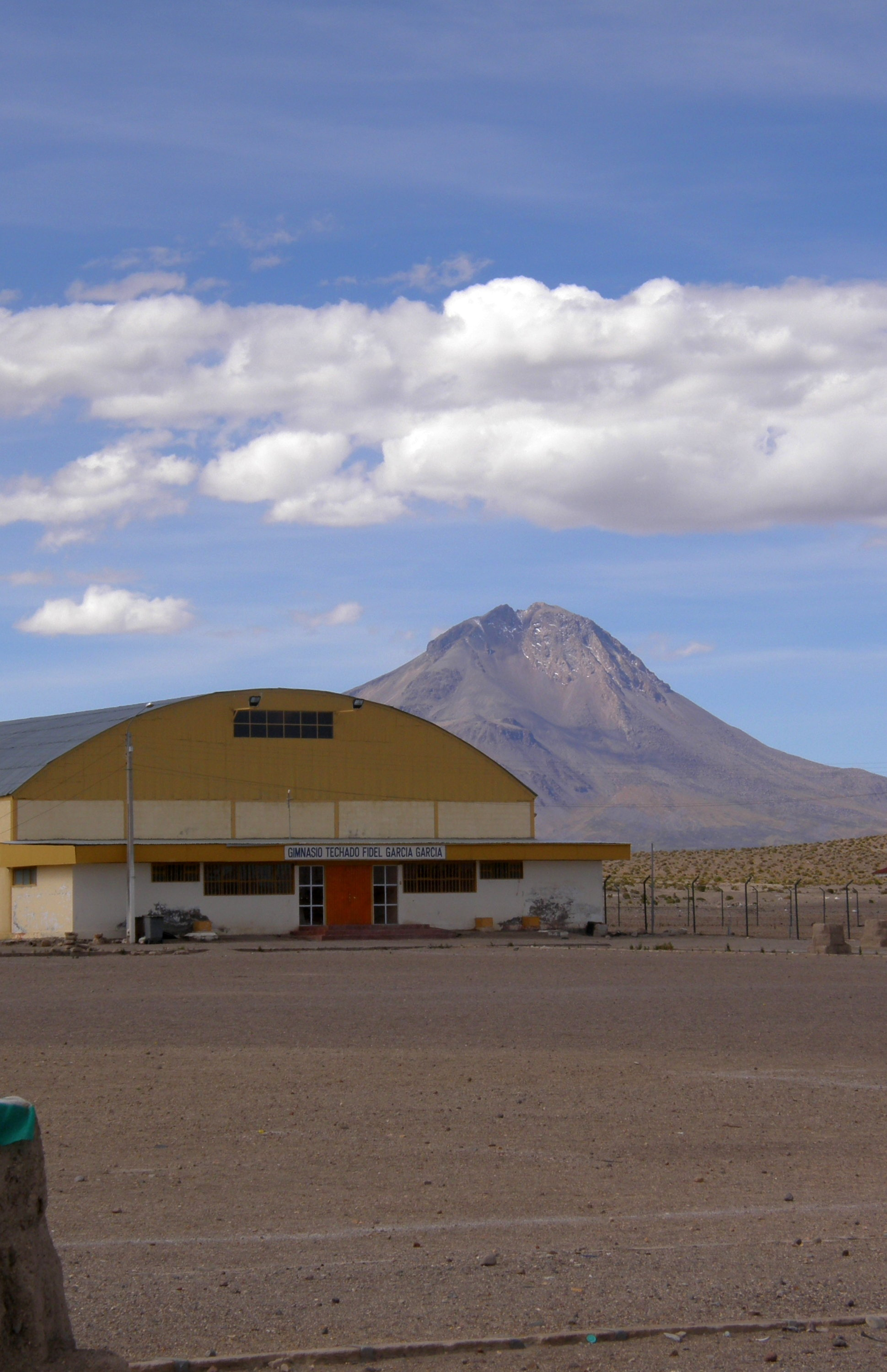
Vista del volcán.

De todos los volcanes de Bolivia, el Tata Sabaya es el único con actividad holocénica que no está en la frontera con otro país. La joven edad de la montaña se ha deducido de la falta de morrenas y glaciaciones en la montaña, a diferencia de las cumbres vecinas.
La actividad más temprana en el Tata Sabaya construyó un escudo piroclástico, que surge como una secuencia de 20 metros de espesor de flujos de bloques y cenizas, depósitos de lluvia y depósitos de piedra pómez en el sector norte del volcán. Después, las erupciones efusivas construyeron un cono volcánico en la parte superior de este escudo; los cinco flujos de lava septentrionales se emplazaron durante esta fase de actividad. Algunos flujos de lava de esta etapa fueron inestables y colapsaron, cubriendo las partes norteñas del volcán con escombros.
Esta actividad efusiva en algún momento sobrepasó el cono, causando el colapso de su sector sur. Durante este colapso y corrimiento de tierra, grandes bloques de Toreva se desarrollaron a partir de sectores del cono que se deslizaron sin deformarse, mientras que otro material del cono formaba los montículos en el sector de depósito de colapso; no hubo erupción explosiva en el momento del colapso. La configuración del depósito indica que los desechos ingresaron al salar cuando se llenó con agua; la altura de los depósitos de toba implica que los niveles de agua fueron de aproximadamente 3.700 metros sobre el nivel del mar. Esto y las terrazas de los lagos que arrasaron los deslizamientos de tierra marcan el colapso como sincrónicos con el episodio del lago Tauca hace 12.000-12.360 años, cuando los niveles de agua en el salar de Coipasa alcanzaron su máximo. La aparición de tales colapsos en los volcanes a menudo está determinada por fallas, cambio climático o erupción del volcán; pero en este caso, los terremotos del Tata Sabaya y la inyección de nuevo magma explican la desestabilización de la estructura.
Después del colapso, la actividad holocénica llenó la cicatriz con flujos y domos de lava; algunos de estos a su vez colapsaron también y dieron lugar a depósitos de avalanchas calientes. La datación por radiocarbono para un flujo piroclástico ha dado una edad de 6 000 años antes del presente, lo que implica que el volcán aún puede estar activo. Según se dice, cuando en 1600 el Huaynaputina hizo erupción en Perú, un volcán llamado Sabaya hizo erupción en la región de Oruro y destruyó un pueblo.